# 35 Pułk Piechoty (austro-węgierski)
Czeski Pułk Piechoty Nr 35 (niem. Böhmisches Infanterieregiment Nr. 35) – pułk piechoty cesarskiej i królewskiej Armii. 

## Historia pułku
Pułk kontynuował tradycje pułku utworzonego w 1733 roku. Okręg uzupełnień nr 35 Pilzno (niem. Pilsen) na terytorium 8 Korpusu. Żołnierzem pułku był prawdopodobnie Jakub Szela, przywódca rabacji chłopskiej  w Galicji. Szefami pułku byli między innymi: FZM Joseph Philippović von Philippsberg (1867–1889) i FZM Moriz Daublebsky von Sterneck (1890–1918).
W 1914 roku wchodził w skład 19 Dywizji Piechoty i brał udział w walkach z armią carską w końcu 1914 i na początku 1915 roku w Galicji oraz w Królestwie Kongresowym. Żołnierze pułku są pochowani m.in. na cmentarzach wojennych nr: 263 w Zaborowie i 254 w Miechowicach Małych.
Kolory pułkowe: rakowy (krebsrot), guziki złote. Skład narodowościowy w 1914 roku 39% – Niemcy, 60% – Czesi.

## Komendanci pułku
- płk Wilhelm Pezelt 1873
- płk Heinrich Kokoschinegg 1903–1904
- płk Artur Nowak 1905–1908
- płk Wilhelm Hecht 1909–1911
- płk Johann Ritt. v. Mossig 1912–1914

## Dyslokacja pułku
w roku 1873
Dowództwo, komenda uzupełnień oraz batalion zapasowy w Pilźnie.
w latach 1903–1907
Dowództwo oraz wszystkie bataliony oprócz II w Pilźnie, II batalion w Prachaticach.
w latach 1908–1914
Dowództwo oraz wszystkie bataliony oprócz III w Pilźnie, III batalion w Kalinovik Калиновик w Serbii .